# Grand Prix du Locle
Le GP du Locle est une ancienne course cycliste suisse, organisée de 1939 à 1962 au Locle. Les éditions 1941 et 1957 ont été retenues pour décerner le titre de Champion de Suisse de cyclisme sur route.

## Palmarès
| Année | Vainqueur         | Deuxième         | Troisième               |
| ----- | ----------------- | ---------------- | ----------------------- |
| 1939  | Robert Zimmermann | Karl Litschi     | Ernst Nievergelt        |
| 1941  | Karl Litschi      | Paul Egli        | Walter Diggelmann       |
| 1946  | Guy Lapébie       | Marcel Kint      | Léo Amberg              |
| 1950  | Jean Brun         | Hugo Koblet      | Ernst Stettler          |
| 1951  | Louison Bobet     | Hugo Koblet      | Eugen Kamber            |
| 1952  | Eugen Kamber      | Carlo Clerici    | Leo Weilenmann          |
| 1954  | Carlo Clerici     | Eugen Kamber     | Giovanni Rossi          |
| 1955  | Alfredo Pasotti   | Arrigo Padovan   | Otto Meili              |
| 1956  | Rolf Graf         | Germain Derycke  | Fausto Lurati           |
| 1957  | Hans Hollenstein  | Max Schellenberg | Toni Graser             |
| 1958  | Rolf Graf         | Kurt Gimmi       | Heinz Graf              |
| 1959  | Piet Damen        | Max Schellenberg | Friedhelm Fischerkeller |
| 1960  | Guglielmo Garello | Jean Milesi      | Ugo Massocco            |
| 1961  | Robert Ducard     | Willy Flück      | Adolf Christian         |
| 1962  | Joseph Groussard  | Luigi Mele       | Catullo Ciacci          |